# 彼得伯勒 (英國國會選區)
彼得伯勒（英語：Peterborough），英國國會一自治市選區，包括英格蘭東部劍橋郡彼得伯勒東部。始設於1541年。1660年至1885年應選兩席，此後應選一席。
本區自1918年起由保守黨和工黨爭持，此前由自由黨控制。保守黨的斯圖爾特·傑克森在2010年大選中以40.4%選票勝出該區二次當選。